# 1897 dans les parcs de loisirs
| Années des parcs de loisirs : 1894 - 1895 - 1896 - 1897 - 1898 - 1899 - 1900    |
| Décennies des parcs de loisirs : 1860 - 1870 - 1880 - 1890 - 1900 - 1910 - 1920 |

## Les parcs d'attractions

### Ouverture
- Ramona Park (en) ( États-Unis)
- Steeplechase Park ( États-Unis)
- Woodside Amusement Park (en) ( États-Unis)

## Les attractions

### Autres attractions
| Nom                   | Type/Modèle | Constructeur           | Parc             | Pays     |
| --------------------- | ----------- | ---------------------- | ---------------- | -------- |
| Grande roue de Vienne | Grande roue | Walter Bassett Bassett | Prater de Vienne | Autriche |

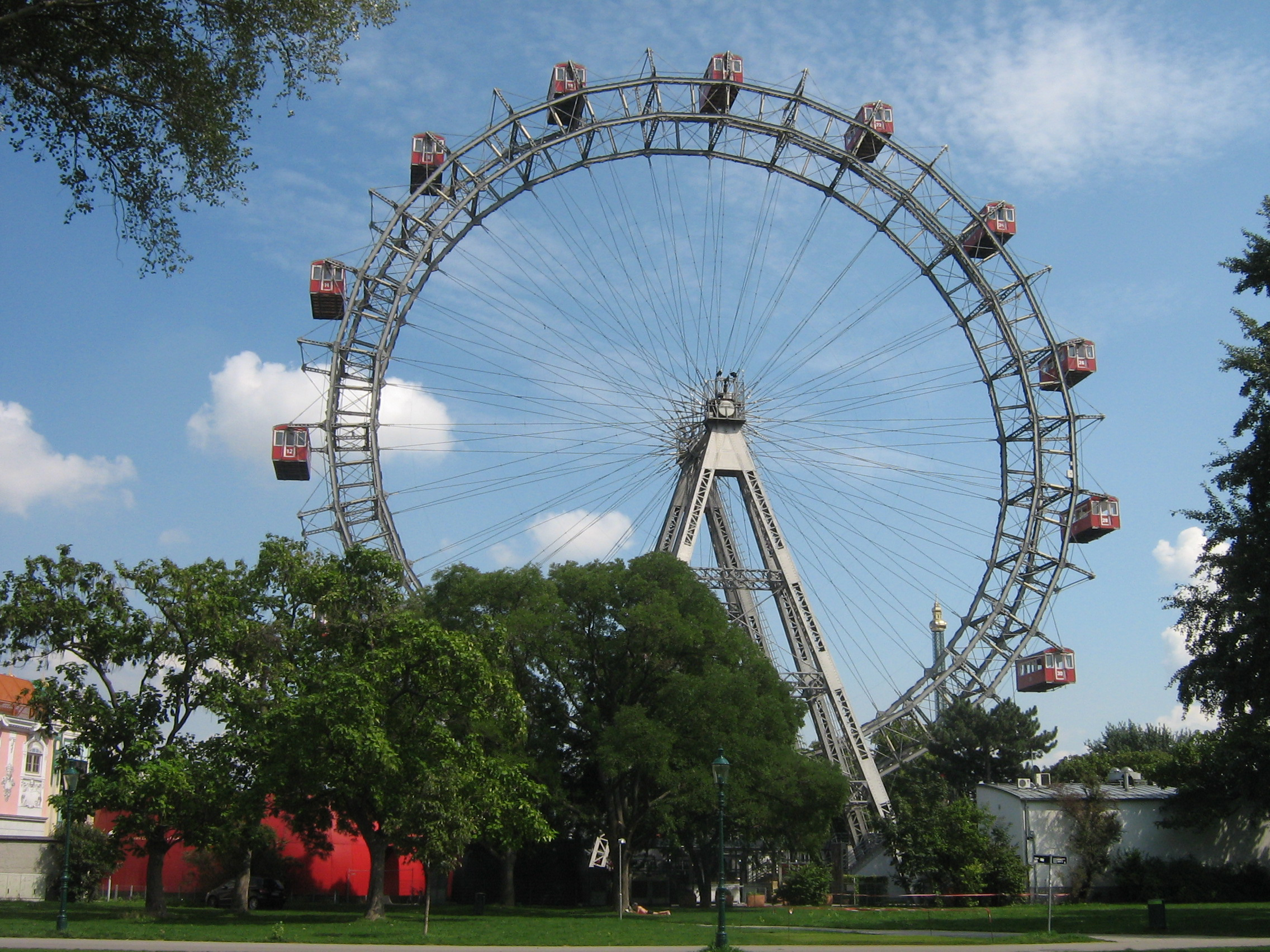
Riesenrad du Prater de Vienne